# Велимирович, Здравко
Здра́вко Велими́рович (серб. Здравко Велимировић; 11 октября 1930, Цетине, Югославия, ныне Черногория — 7 февраля 2005, Белград, Сербия) — черногорский и сербский кинорежиссёр, сценарист, продюсер и монтажёр. Академик Черногорской академии наук и искусств.

## Биография
Окончил Факультет драматического искусства в Белграде. В кино — с 1954 года. Ставил документальные фильмы. В игровом кино дебютировал в 1960 году («День четырнадцатый»). Экранизировал произведения сербских писателей. Автор (иногда соавтор) сценариев своих лент. Ставил фильмы совместно с кинематографистами социалистического блока.

## Избранная фильмография

### Режиссёр

#### Документальное кино
- 1954 — Человек и вода / Covjek i voda (с Мило Джукановичем)
- 1958 — Факел Граховского поля / Zublja Grahovacka
- 1959 — За день сегодняшний и завтрашний / Za danas, za sjutra (с Миодрагом Йовановичем)
- 1959 — В память о славном морском флоте / U spomen slavne mornarice
- 1959 — Между двумя королями / Izmedju dva kralja
- 1959 — Ноктюрн Котора / Nokturno za Kotor
- 1960 — За Джердапской плотиной / Za Djerdapsku branu (с Крсто Шканатой)
- 1963 — Четвёртая сторона / Cetvrta strana
- 1964 — Раде, сын Томо / Rade, sin Tomov
- 1965 — Вечный свет / Lux Aeterna
- 1966 — Их превосходительства / Ekselencija
- 1967 — Испания нашей молодости / Spanija nase mladosti
- 1968 — А, это вы! / A, to ste vi!
- 1968 — Скандербег / Skenderbeg (Албания)
- 1969 — Тайная вечеря / Tajna vecera
- 1969 — Острог / Ostrog
- 1969 — Первый подземный переход / Prvi pesacki prolazi (с Синишей Вуковичем)
- 1970 — Разрушенный город / Sruseni grad (ТВ)
- 1971 — В здоровом теле – здоровый дух / U zdravom telu zdrav duh
- 1971 — Море, солнце и... / More, sunce i...
- 1971 — Прекращение кровной мести / Umir krvi
- 1972 — Доказательство / Dokaz
- 1972 — Тито – верховный главнокомандующий / Tito - vrhovni komandant (с Александром Иличем)
- 1977 — Дервиши / Dervisi
- 1977 — Служители древнего культа / Podanici drevnog kulta (ТВ)
- 1980 — Бедняга / Veselnik
- 1981 — Городской транспорт Белграда / Gradsko Saobracajno Beograd
- 1983 — Когда ты, как личность, не состоялся / Kad Ti kao licnost nestajes
- 1984 — Сербская Академия науки и искусства / Srpska Akademija Nauka i Umetnosti
- 1987 — Как сохранить город / Kako sacuvati grad
- 1992 — Возвышение / Uzvisenje

#### Игровое кино
- 1960 — День четырнадцатый / Dan cetrnaesti
- 1961 — Твой день рождения / Tvojot rodenden (к/м)
- 1963 — Беды покойного К.К. / Nevoljite na pokojniot K.K (к/м)
- 1965 — Проверено — мин нет / Проверено нема мина (с Юрием Лысенко, Югославия—СССР)
- 1968 — Лелейская гора / Lelejska gora (по роману Михайло Лалича)
- 1972 — Гибель / Pogibija (к/м)
- 1974 — Дервиш и смерть / Dervis i smrt
- 1976 — Вершины Зелёной горы / Vrhovi Zelengore
- 1978 — Битва за южную железную дорогу / Dvoboj za juznu prugu
- 1979 — Мост / Most (к/м)
- 1981 — Доротей / Dorotej
- 1985 — Время леопарда / Vreme leoparda (Югославия—Мозамбик)

### Сценарист
- 1954 — Человек и вода / Covjek i voda
- 1958 — Факел Граховского поля / Zublja Grahovacka
- 1959 — За день сегодняшний и завтрашний / Za danas, za sjutra (с Миодрагом Йовановичем)
- 1959 — В память о славном морском флоте / U spomen slavne mornarice
- 1959 — Между двумя королями / Izmedju dva kralja
- 1959 — Ноктюрн Котора / Nokturno za Kotor
- 1960 — День четырнадцатый / Dan cetrnaesti (с Бориславом Пекичем)
- 1960 — За Джердапской плотиной / Za Djerdapsku branu
- 1963 — Четвёртая сторона / Cetvrta strana
- 1964 — Раде, сын Томо / Rade, sin Tomov
- 1965 — Вечный свет / Lux Aeterna
- 1967 — Испания нашей молодости / Spanija nase mladosti (с Ратко Джуровичем и Момо Капором)
- 1968 — А, это вы! / A, to ste vi!
- 1969 — Тайная вечеря / Tajna vecera
- 1969 — Острог / Ostrog (с Милошем Милатовичем)
- 1969 — Первый подземный переход / Prvi pesacki prolazi (с Синишей Вуковичем)
- 1970 — Разрушенный город / Sruseni grad (ТВ)
- 1971 — В здоровом теле – здоровый дух / U zdravom telu zdrav duh
- 1971 — Прекращение кровной мести / Umir krvi
- 1972 — Доказательство / Dokaz (с Ратко Джуровичем и Ранкой Велимирович)
- 1972 — Гибель / Pogibija (к/м)
- 1972 — Тито – верховный главнокомандующий / Tito - vrhovni komandant (с Ратко Джуровичем)
- 1974 — Дервиш и смерть / Dervis i smrt (с Бориславом Михайловичем-Михизом, по роману Меши Селимовича)
- 1975 —  / Farmakos
- 1976 — Вершины Зелёной горы / Vrhovi Zelengore (с Джуричем Лабовичем и Младеном Оляцей)
- 1977 — Дервиши / Dervisi
- 1977 — Служители древнего культа / Podanici drevnog kulta (ТВ)
- 1978 — Битва за южную железную дорогу / Dvoboj za juznu prugu (с Младомиром Джорджевичем)
- 1979 — Мост / Most (к/м)
- 1980 — Бедняга / Veselnik
- 1981 — Доротей / Dorotej (с Бориславом Михайловичем-Михизом, по роману Добрило Ненадича)
- 1981 — Городской транспорт Белграда / Gradsko Saobracajno Beograd
- 1983 — Когда ты, как личность, не состоялся / Kad Ti kao licnost nestajes
- 1984 — Сербская Академия науки и искусства / Srpska Akademija Nauka i Umetnosti
- 1992 — Возвышение / Uzvisenje

### Продюсер
- 1978 — Клуб самоубийц / Klub samoubica (к/м)

### Монтажёр
- 1959 — Ноктюрн Котора / Nokturno za Kotor

## Награды
- 1961 — номинация на «Золотую пальмовую ветвь» 14-го Каннского кинофестиваля («День четырнадцатый»)